# Alexander Roslin
Alexander Roslin (født 15. juli 1718 i Malmø, død 5. juli 1793 i Paris) var en svensk portrætmaler. Han er også kendt som Roslin le Suedois, Alexandre Roslin og – efter udnævnelsen til ridder af Vasaordenen i 1772 – le chevalier Roslin .

## Liv
Han var søn af Hans Roslin, provinsiallæge i Karlskrona, og Katarina Wertmüller; hendes fætters søn var kunstneren Adolf Ulrik Wertmüller). Alexander Roslins første lærer i tegning var søofficer Lars Ehrenbill (1697-1747), der var ansat ved admiralitetet i Karlskrona. I 1736 rejste Roslin til Stockholm, hvor han fik undervisning af Georg Engelhardt Schröder. Da Ehrenbill i 1741 blev udnævnt til kommandant i Göteborg, tilskyndede han Roslin til at følge med og arbejde som portrætmaler der. 1742-45 boede han igen i Malmø, hvor han malede portrætter af den skånske godsejeradel og kirkelige billeder til Hasslöv kirke i Halland. I Skåne traf han grev Nils Julius Lewenhaupt, der var hjemme på familiebesøg. Lewenhaupt var hofmester hos markgreve Frederik af Brandenburg-Bayreuth (1711-63). På hans foranledning blev Roslin inviteret til Tyskland, hvor han i to år arbejdede som portrætmaler ved hoffet i Bayreuth. Han rejste herefter til Italien for at videreuddanne sig ved studier af de italienske mestre. Her besøgte han Venedig, Firenze, Rom og Napoli for til sidst at tilbringe et år ved hoffet i Parma. Her forsynede hertuginden af Parma, Marie Louise Élisabeth af Frankrig (datter af Ludvig den 15.), ham med en anbefaling til sine søstre ved det franske hof. I 1752 fortsatte han til Paris, der blev hans faste base resten af livet. Her vandt han på kort tid stort ry og blev valgt som medlem af det franske kunstakademi allerede i 1753. Han blev i 1770 tilkendt pension af den franske stat og i 1772 fri bolig på Louvre. Det var altsammen ganske usædvanligt for en udlænding.
Den 8. januar 1759 giftede han sig med pastelmaleren Marie-Suzanne Giroust (1734-1772). Parret fik tre sønner og tre døtre. Efter hustruens tidlige død af brystkræft var Roslin nærmest uarbejdsdygtig i et par år. Så rejste han til Sverige i 1774, hvor han fik en fyrstelig modtagelse og så mange bestillinger på portrætter af kongelige og berømtheder, at han var nødt til at afvise flere. I 1776 rejste han videre til Sankt Petersborg, hvor han malede portrætter af zarfamilien. Først i 1778 vendte han tilbage til Paris, hvor hans første opgave var et portræt af den nye konge Ludvig den 16. I 1784 var den svenske konge Gustav den 3. på officielt besøg i Frankrig. Med i følget var Roslins slægtning Adolf Ulrik Wertmüller, der ved Roslins mellemkomst fik lov til at male dronning Marie Antoinette.

## Malestil
Hans tidlige portrætter er udført i lyse og kølige farver og tyder på påvirkning fra Jean-Marc Nattier og François Boucher som i portrættet Baronesse Neubourg-Cromière fra 1756. Fra 1760'erne vender han sig mod en mere formstreng og farverig stil som det bedårende portrætt af hans hustru Kvinde med slør fra 1768 og Familien Jennings fra 1769.
Roslin var først og fremmest en mesterlig skildrer af stoffer og inkarnat (hudtoner), men kunne også male psykologisk indtrængende portrætter. Han udviste i sin kunst en blanding af lydhørhed over for tidens smag og en stor teknisk dygtighed. Denne kombination gjorde stor lykke hos det parisiske aristokrati. Da han døde, var han anset for at være den rigeste kunstner i Frankrig.

## Værker
Der kendes ca. 100 billeder af Roslin, heriblandt
- Baronesse Neubourg-Cromière (1756)
- Kvinde med slør (1768)
- Familien Jennings (1769)
- Christian VII (1772)
- Carl von Linné (1775)
- Zoie Ghika (moldavisk prinsesse) (1777)

---
Portrættet af Ludvig Holberg, der i mange år var tilskrevet Roslin, er malt af Johan Roselius.

## Billeder
- Kvinde med slør (portræt af Marie-Suzanne Roslin)
- Forfatteren Jean-François Marmontel
- Fabriksejer John Jennings, hans bror og svigerinde (1769)
- Christian 7. af Danmark (1772)
- Gustav 3. af Sverige (1777)
- Storfyrstinde Maria Fjodorovna (1777)

## Aktuelt
Fra 27. september 2007 til 13. januar 2008 var der en særudstilling med værker af Alexander Roslin på Nationalmuseet i Stockholm. Herefter flyttede udstillingen til Versailles. Over 100 malerier var lånt fra hele verden.
- Det svenske Nationalmuseum Arkiveret 18. december 2007 hos  Wayback Machine